# マンキ
マンキ (Munki)はイギリスのロックバンド、ジーザス&メリーチェインの6thアルバム。1998年6月1日発売。本国イギリスでは古巣であるクリエイションから、アメリカではサブ・ポップからリリースされた。LP盤は2枚組仕様で発売。ストーンド・アンド・ディスローンドと同じく、マジー・スターのホープ・サンドヴァルが収録曲「Perfume」でボーカルを提供。バンドはリリースの翌年に解散した。ウィリアムとジムの間には諍いが絶えず、活動晩年は口も聞かない状態だったという。

## 収録曲
（）内は作詞作曲
1. I Love Rock 'n' Roll （ジム・リード） - 2:37
2. Birthday （ウィリアム・リード） - 3:57
3. Stardust Remedy （ジム・リード） - 2:26
4. Fizzy （ウィリアム・リード） - 3:39
5. Moe Tucker （ジム・リード） - 3:19
6. Perfume （ウィリアム・リード） - 4:39
7. Virtually Unreal （ジム・リード） - 3:38
8. Degenerate （ウィリアム・リード） - 5:29
9. Cracking Up （ウィリアム・リード） - 4:40
10. Commercial （ウィリアム・リード） - 7:02
11. Supertramp （ジム・リード） - 3:37
12. Never Understood （ウィリアム・リード） - 4:14
13. I Can't Find the Time for Times （ウィリアム・リード） - 4:17
14. Man on the Moon （ジム・リード） - 3:41
15. Black （ウィリアム・リード） - 5:18
16. Dream Lover （ジム・リード） - 3:05
17. I Hate Rock 'n' Roll （ウィリアム・リード） - 3:42

## 参加ミュージシャン
- ジム・リード - ボーカル (#1~4, #6, #8, #10, #13~15)、ギター
- ウィリアム・リード - ボーカル (#1~3, #5, #7, #9~14, #16, #17)、ギター
- ベン・ルーリー - ギター、ベース
- ニック・サンダーソン - ドラムス